# L'os Yogi i l'hidroavió màgic
L'os Yogi i l'hidroavió màgic (títol orignal en anglès, Yogi Bear and the Magical Flight of the Spruce Goose) és una pel·lícula d'animació de 1987 feta per a televisió produïda per Hanna-Barbera com a part de la sèrie Hanna-Barbera Superstars 10. S'ha doblat al català.